# Foxy
Foxy was een latin-dance- en discogroep, opgericht in 1976 in Florida.
De groep bestond uit Ish "Angel" Ledesma (zang en gitaar), Richie Puente (percussie), Charlie Murciano (keyboard), Arnold Pasiero (basgitaar) en Joe Galdo (drums). Ledesma werd in 1952 geboren in Cuba. Richie Puente (die op 18 juli 2004 overleed) was de zoon van wijlen de beroemde bandleider Tito Puente.
Hun grootste hit was Get Off in 1978. Het liedje bereikte in Nederland de eerste plaats. Het was het enige nummer dat afkomstig was van het album Get Off, dat in hetzelfde jaar verscheen.
De vervolgsingle Hot Number (1979) haalde slechts de 37e plaats in de Nationale Hitparade en was in Amerika evenmin succesvol. In hetzelfde jaar, 1979, zong Foxy de achtergrondkoren in voor het nummer Voulez-Vous van ABBA.
Ish Ledesma maakte later deel uit van de groepen Oxo (in 1983) en Company B (in 1986). Tegenwoordig is hij producer van vele Amerikaanse bands.
Joe Galdo is vandaag de dag eveneens producent, Arnold Paseiro verdient zijn brood als muziekleraar. In 1980 eindigde de carrière van Foxy na vijf albums gemaakt te hebben.

## NPO Radio 2 Top 2000
Van Foxy stond alleen Get off (Foxy) in 2000 in de NPO Radio 2 Top 2000, op plek 1830.